# Periegesis
Die Periegesis (Aussprache: Peri-égesis; von altgriechisch περιήγησις periégesis, deutsch ‚Herumführen‘) oder Periegese (Betonung auf der vorletzten Silbe) bezeichnet das literarische Genre der altgriechischen Beschreibungen von Ländern und Kunstdenkmälern. Ebenfalls wird damit ein „Strukturmoment antiker Reiseberichte [...] bezeichnet. Ein Fremder kommt in eine Stadt oder in ein Heiligtum, wandert umher, betrachtet Statuen, Altäre und Bilder, fragt Passanten nach deren Bedeutung, was wiederum Anlaß gibt zu eingestreuten Anekdoten und Exkursen.“
Es handelte sich bei der Periegesis um eine Art Reiseführer, meist mit Angaben zu Kultur, Landschaft, Religion oder sonstigen Auffälligkeiten der besuchten Regionen, Städte oder Staaten. Die erste Reisebeschreibung dieser Art stammt von dem antiken Historiker Hekataios von Milet. Weitere wichtige Vertreter im Altertum waren Polemon von Ilion und Pausanias.
Die Verfasser solcher Berichte nennt man Periegeten.